# Polnische Kammerphilharmonie Sopot
Die Polnische Kammerphilharmonie Sopot (polnisch Polska Filharmonia Kameralna Sopot) ist ein polnisches Sinfonieorchester, das auch im deutschen Musikleben fest verankert ist. Sie wird von der ENERGA Group unterstützt. Ihr Gründer und künstlerischer Leiter ist Wojciech Rajski.

## Geschichte
Nachdem im Jahre 1981 Wojciech Rajskis Anstellungen als Chefdirigent der Posener Philharmonie und als 1. Kapellmeister des Beethoven Orchester Bonn nicht weiter verlängert wurden, gründete er 1982 in Sopot die Polnische Kammerphilharmonie Sopot, mit der er noch heute eng verbunden ist. Unter seiner Leitung spielte das Ensemble mit Solisten wie Rostropowitsch, Zimerman, Szeryng, Gutman, Waleczek, Geringas und Claudio Arrau auf nahezu allen bedeutenden Podien Deutschlands und gastierte viele Male beim Schleswig-Holstein Musik Festival, Mecklenburg-Vorpommern Festival, Braunschweiger Kammermusik-Podium, Rheingau Musik Festival, bei den Europäischen Wochen Passau sowie den Festivals in Evian und Montpellier. Seitdem ist die Polnische Kammerphilharmonie Sopot im deutschen Musikleben fest verankert. Kritiker rühmen immer wieder übereinstimmend den typischen Orchesterklang voller Vitalität, Präzision und Eleganz. Zahlreiche, viel beachtete CD-Einspielungen entstanden, darunter ihre Gesamteinspielung der Beethoven-Sinfonien.
In Pommern tritt die Polnische Kammerphilharmonie seit ihrem Bestehen regelmäßig u. a. mit zeitgenössischen polnischen Werken auf.
In den letzten Jahren hat die Polnische Kammerphilharmonie Sopot ausgedehnte Tourneen durch Deutschland, Frankreich, Italien, Spanien, die USA und mehrere Länder Osteuropas unternommen.

## Diskografie
- Wojciech Rajski: Joseph Haydn, LP Wifon, 1984
- Wojciech Rajski: Piotr Czajkowski – Serenada C-dur Op. 48, LP Wifon, 1984
- Wojciech Rajski: Wolfgang Amadeus Mozart, LP Wifon, 1985
- Wojciech Rajski: Joseph Haydn, CD Thorofon, 1986
- Wojciech Rajski: Karłowicz – Szostakowicz – Górecki, CD Midas, 1987
- Wojciech Rajski: Wolfgang Amadeus Mozart, CD Thorofon, 1987
- Wojciech Rajski: Aleksander Tcherepin, CD Thorofon, 1988
- Wojciech Rajski: Piotr Czajkowski, CD Thorofon, 1988

- Wojciech Rajski: Sinfonien der Vorklassik, LP/CD Thorofon, 1988
- Wojciech Rajski: Chinesische Klavierkonzerte, CD Thorofon, 1988
- Wojciech Rajski: Wolfgang Amadeus Mozart, LP Thorofon, 1988
- Wojciech Rajski: Streicherserenaden, LP Thorofon, 1988
- Wojciech Rajski: Wolfgang Amadeus Mozart, LP Wifon, 1990
- Wojciech Rajski: Fryderyk Chopin, LP Wifon, 1990
- Wojciech Rajski: Fryderyk Chopin, CD Wizon & Le Chant du Monde, 1990
- Wojciech Rajski: Wolfgang Amadeus Mozart, CD Wifon, 1990
- Wojciech Rajski: Koncerty na obój i orkiestrę, CD Claves, 1990
- Wojciech Rajski: Wolfgang Amadeus Mozart, CD Wifon, 1990
- Wojciech Rajski: Johannes Brahms. CD EMI Classics, 1991
- Wojciech Rajski: Richard Strauss. CD Sonomaster & Bayerischer Rundfunk, 1993
- Wojciech Rajski: Saxophonie mit Aleksander Głazunow, CD Melisma Musikproduktion Wiesbaden „Opus“, 1994
- Wojciech Rajski: Wolfgang Amadeus Mozart. CD Claves, 1994
- Wojciech Rajski: Wirtuozowska Muzyka Orkiestrowa. CD Intercord & C. F. Peters, 1994
- Wojciech Rajski: Fryderyk Chopin. CD Mediaphon, 1994
- Wojciech Rajski: Gioacchino Rossini. CD DUX Records, 1994
- Wojciech Rajski: Mozart, Haydn – Piano Concertos. CD Mediaphon, 1995
- Wojciech Rajski: Huhn Jagd Königin. CD Tacet, 1996
- Wojciech Rajski: Najpiękniejsze koncerty obojowe. CD Amati, 1996
- Wojciech Rajski: Sinfonien der Vorklassik. CD Thorofon, CTH 2050, 1996
- Wojciech Rajski: Mensajero Alado – Winged Messenger – Der Beflügelte Bote. CD 1999
- Wojciech Rajski: Jan Sebastian Bach – Pasja wg Świętego Mateusza. CD Arte Nova, 1999
- Wojciech Rajski: Columpios. CD Tacet, 2002
- Wojciech Rajski: ADAGIO. CD DUX Records, 2003
- Wojciech Rajski: The Tube Only: Violinv. CD Tacet, 2003
- Wojciech Rajski: The Tube Only: Night Music. CD Tacet, 2004
- Wojciech Rajski: Piotruś i Karnawał – opowieść starej sowy. CD Tacet, 2004
- Wojciech Rajski: Chopin mit Trifonov und der Polnischen Kammerphilharmonie Sopot. CD Dux Records, 2011
- Wojciech Rajski: Chopin mit Trifonov und der Polnischen Kammerphilharmonie Sopot. CD Dux Records, 2012
- Wojciech Rajski: Mozart: Oboe Concertos mit Goritzki und der Polnischen Kammerphilharmonie Sopot. claves Records, 2015
- Wojciech Rajski: TACET's Beethoven Symphonies. Ludwig van Beethoven Symphonies No. 1-9 Complete Edition mit der Polnischen Kammerphilharmonie Sopot, Gesamtlänge: 333min. 5CDs TACET Records, Tacet 974, 2016

## Auszeichnungen
Im Jahr 2012 wurde die Polnische Kammerphilharmonie Sopot unter der Leitung von Wojciech Rajski für den Fryderyk-Chopin-Preis in der Kategorie „Album des Jahres – Sinfonie- und Konzertmusik“ für die CD „Fryderyk Chopin – I Koncert fortepianowy e-moll op.11“ nominiert.